# Pont Jenny Garzón
Le pont Jenny Garzón, plus connu sous le nom de « pont de guadua », est un pont situé en Colombie dans les localités d'Engativá et Suba à la limite nord-ouest de Bogota, à la sortie de la ville en direction de Medellín et de diverses municipalités du département de Cundinamarca, à hauteur de la route 119 et de la rue 80. C'est le seul pont piétonnier de Bogota construit à l'aide de tiges (chaumes) de  guadua (genre de bambous sud-américains).
Cet ouvrage d'art pèse 130 tonnes et mesure 45 mètres de long sur 3 mètres de large. Il est renforcé avec de l'acier et constitue la plus grande structure au monde conçue en guadua.

## Conception et construction

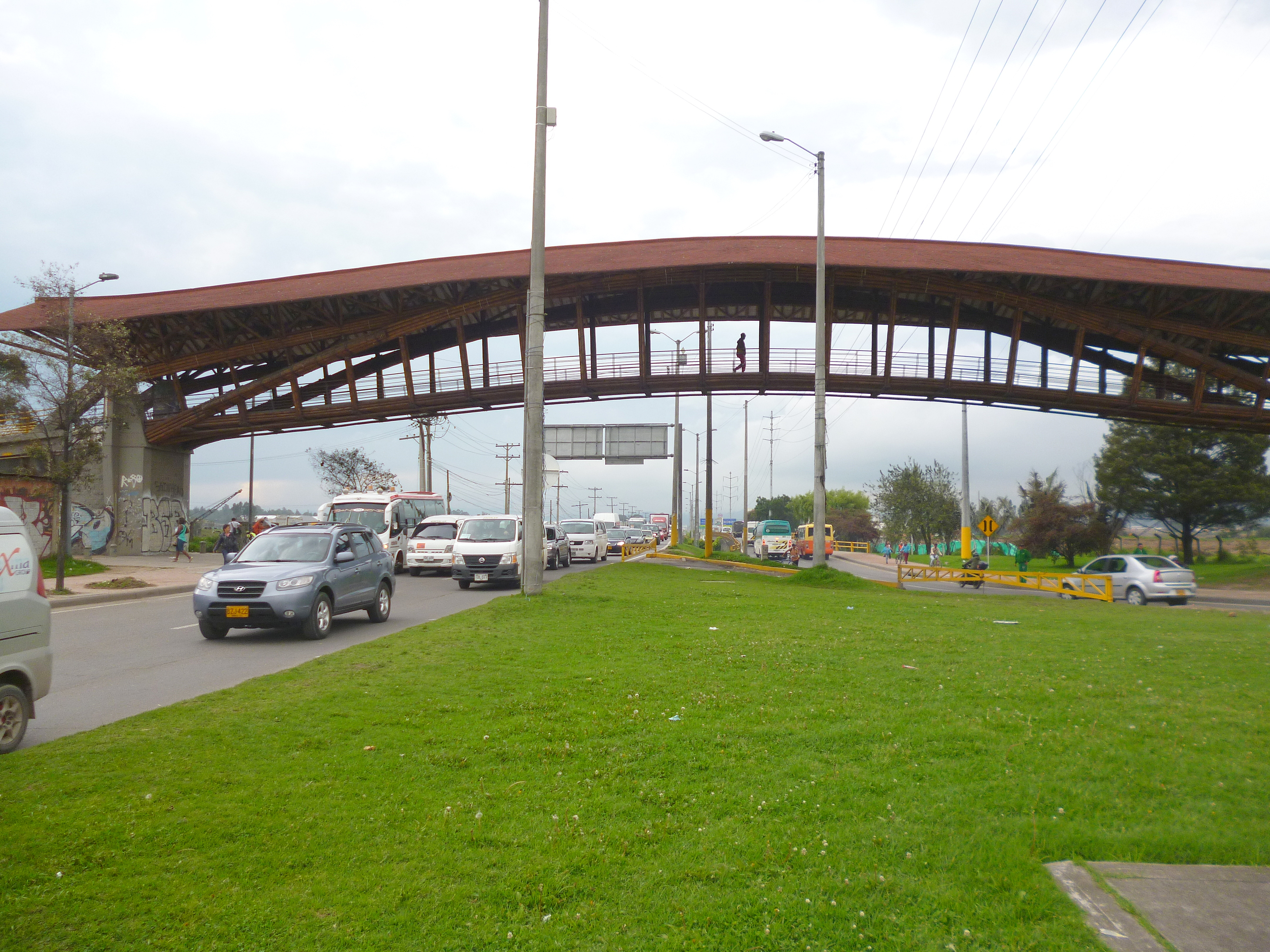
Le pont vue du côté de Bogota.

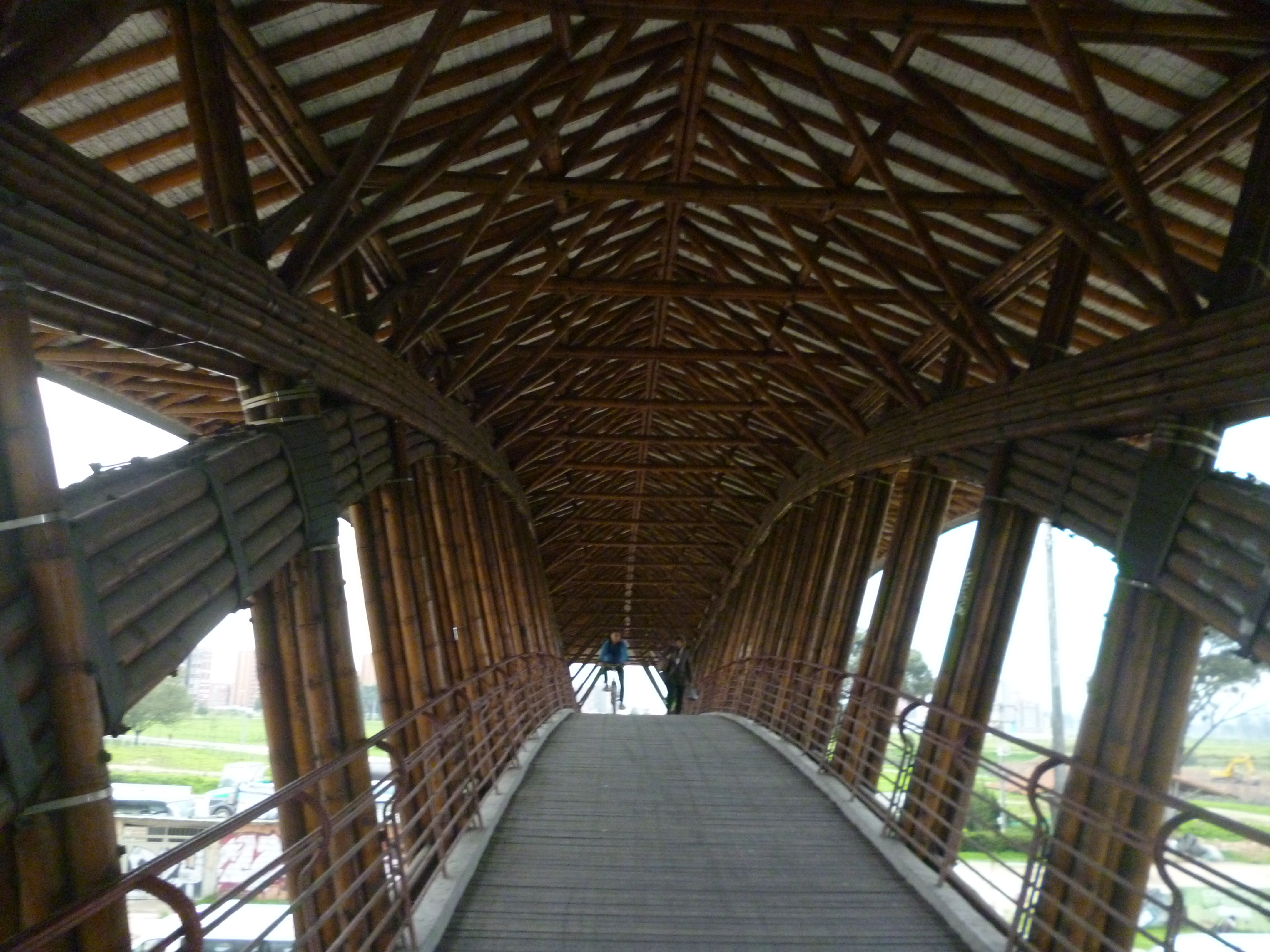
Intérieur du pont.

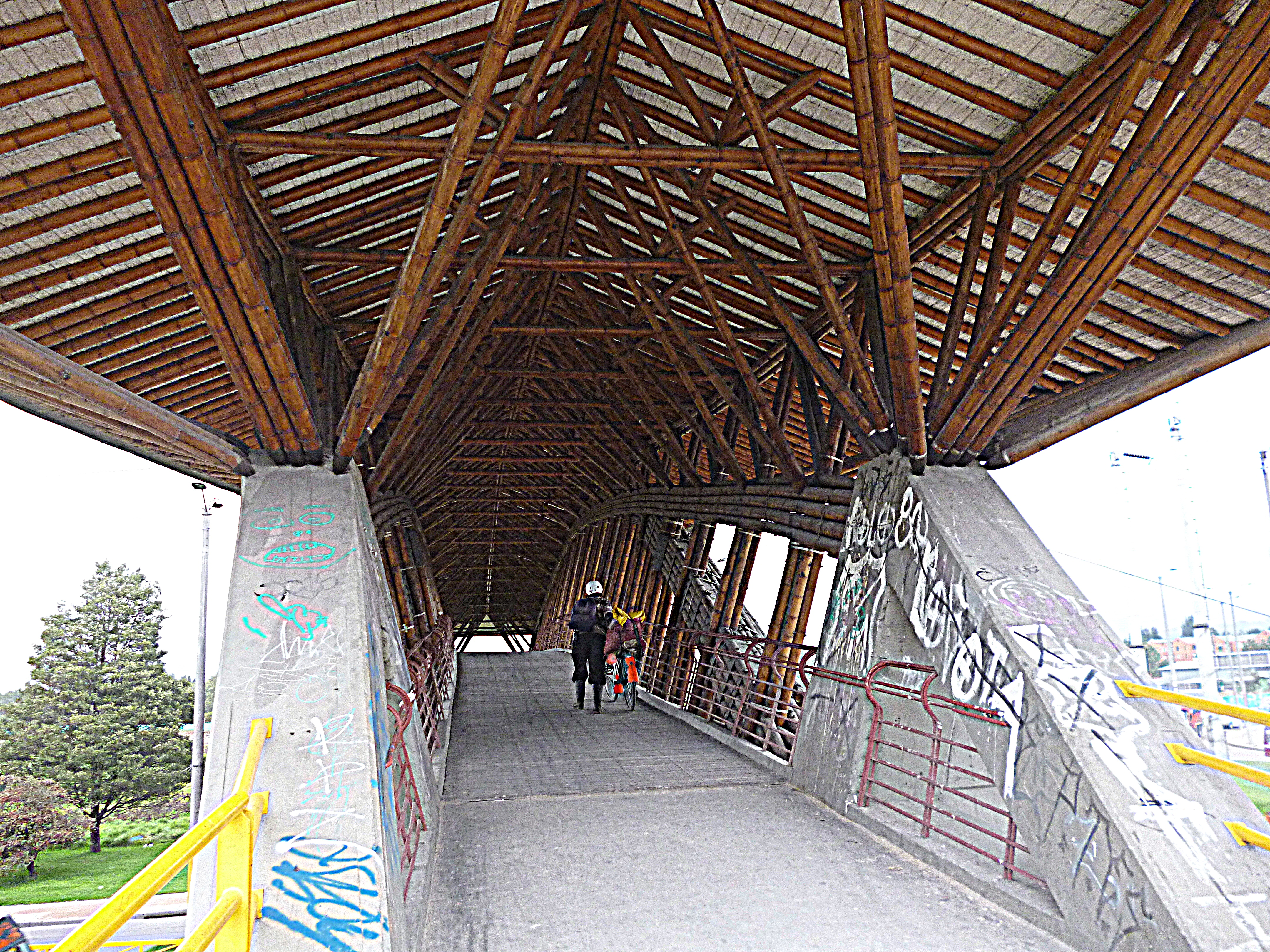
Entrée du pont.

L'inauguration du pont a eu lieu le 30 décembre 2003, en présence de l'ancien maire de Bogota et candidat à l'élection présidentielle de 2010, Antanas Mockus, du directeur de l'IDU, Maria Isabel Patiño et du gouverneur de Risaralda, Elsa Cifuentes.

## Jenny Garzón
Le pont a été baptisé « Jenny Garzón » en l'honneur de Jenny Varinia Garzón, fille d'Angelino Garzón, assassiné le 30 janvier 2000, qui, en tant qu'architecte diplômé de l 'université nationale de Colombie, a travaillé sur l'étude du guadua et du bambou comme matériaux de construction, en collaboration avec Simón Vélez,.

## Modifications
À la suite des tests de résistance, le poids initial a été réduit de 80 tonnes. Les changements ont  consisté à utiliser du bois de sapan (genre Clathrotropis) au lieu de béton pour le plancher, et à remplacer les tuiles de terre cuite par du bambou et des matériaux synthétiques.

## Fonction actuelle
Le pont, qui suscita des controverses lors de sa construction à cause de l'impact possible sur le paysage dans le secteur de la rue 80, sert désormais de passage à la cycloroute qui dessert le parc La Florida, limitrophe du quartier Lisboa de la localité de Suba. C'est également un point de référence qui marque le point d'entrée dans la ville.
En raison du matériau utilisé pour sa construction, le  lavage du pont se fait à sec et nécessite, pour garantir sa durée de vie, l'application après le lavage de substances chimiques qui protègent le guadua contre l'humidité.